# Aeroporto de São Félix do Xingu
O Aeroporto de São Félix do Xingu (IATA: SXX, ICAO: SNFX) é o aeroporto que atende à cidade de São Félix do Xingu, Pará, Brasil. Está localizado a 3 km do centro de São Félix do Xingu.

## Companhias aéreas e destinos
| Companhias         | Destinos                                                |
| ------------------ | ------------------------------------------------------- |
| SETE Linhas Aéreas | Belém-Val de Cães, Carajás, Marabá, Ourilândia do Norte |